# Castrelo do Val
Castrelo do Val är en kommun i Spanien. Den ligger i provinsen Ourense i den autonoma regionen Galicien i nordvästra delen av landet, 400 km nordväst om huvudstaden Madrid. Antalet invånare är 951 (2024).
Arean är 122,05 kvadratkilometer.